# 스코틀랜드계 오스트레일리아인
스코틀랜드계 오스트레일리아인(스코트어: Scots Australiens; 스코틀랜드 게일어: Astràilianaich Albannach)은 스코틀랜드 혈통을 전부 또는 부분적으로 가진 오스트레일리아 거주자를 말한다.
2021년 오스트레일리아 인구 조사에 따르면, 130,060명의 오스트레일리아 거주자가 스코틀랜드에서 태어났으며, 2,176,777명은 단독 또는 다른 혈통과 함께 스코틀랜드 혈통이라고 주장했다.

## 역사
스코틀랜드와 오스트레일리아 간의 연관성은 스코틀랜드인 농부의 아들인 제임스 쿡 중위가 지휘하는 엔데버호의 첫 영국 탐험으로 거슬러 올라간다. 쿡은 1770년 4월 29일 보터니만에 첫 상륙하여 오스트레일리아 동부 해안을 항해하고 지도에 그렸다. 그의 쿡 탐험 보고서는 대륙에 대한 영국 정착으로 이어졌고, 항해 중 쿡은 스코틀랜드를 기리기 위해 두 개의 태평양 섬 그룹인 누벨칼레도니와 뉴헤브리데스 제도를 명명하기도 했다. 오스트레일리아 땅에서 최초로 사망한 유럽인은 스코틀랜드인이었다. 오크니 출신의 선원 포비 서덜랜드(Forbey Sutherland)는 1770년 4월 30일 결핵으로 사망했으며, 쿡 선장이 그의 명예를 기려 보터니만의 서덜랜드 포인트를 명명하면서 식민지에 처음으로 묻혔다.

### 식민지 시대
최초의 스코틀랜드 정착민들은 1788년 제1함대와 함께 오스트레일리아에 도착했으며, 이 중에는 뉴사우스웨일스의 초기 6명의 총독 중 3명인 존 헌터, 래클런 매쿼리(종종 오스트레일리아의 아버지로 불림) 및 토머스 브리즈번이 포함되었다. 초기 식민지 시대에 도착한 스코틀랜드인 대부분은 죄수였다. 오스트레일리아로 수송된 총 150,000명의 죄수 중 8,207명의 스코틀랜드인 죄수는 전체 죄수 인구의 약 5%를 차지했다. 스코틀랜드 법원은 스코트 법에서 경범죄로 간주되는 범죄를 오스트레일리아로 추방하는 것으로 처벌하는 것을 꺼렸다. 스코틀랜드 법은 잉글랜드와 아일랜드 법체계보다 경범죄에 대해 더 인도적이라고 여겨졌다. 비록 스코틀랜드인 죄수들이 좋지 않은 평판을 받았지만, 대부분은 사소한 재산 범죄로 유죄 판결을 받았으며 스코틀랜드 노동 계급의 다양한 단면을 대표했다. 따라서 그들은 식민지에 다양한 유용한 기술을 가져왔다.
1793년부터 1795년까지 나중에 '스코틀랜드 순교자'라고 불리는 정치범 집단이 식민지로 수송되었다. 이들 모두가 스코틀랜드인은 아니었지만, 스코틀랜드에서 재판을 받았다. 억압의 희생자로서 그들의 곤경은 널리 보도되었고, 그들 중 한 명인 토머스 뮤어의 1796년 탈출은 큰 반향을 일으키고 로버트 번스의 시에 영감을 주었다. 18세기 후반의 이민자들, 즉 '자유 정착민'의 대다수는 부유한 저지대 출신 가족들이었다. 앤드루 맥두걸과 존 보먼과 같은 엔지니어들은 옥수수 제분소 건설 경험을 가지고 도착했으며, 다른 이들은 무역의 전망에 이끌려 오스트레일리아로 왔다. 윌리엄 더글러스 캠벨, 로버트 캠벨, 찰스 훅, 쇼얼헤이븐의 알렉산더 베리 경 등은 식민지로 이끌린 최초의 상인들 중 일부였다.
이 시기에 여러 스코틀랜드 연대들이 식민지에 주둔했는데, 매쿼리 부대 또는 73연대, 로열 노스 브리티시 퓨질리어스, 킹스 온 스코틀랜드 보더스가 있었다. 1813년부터 1835년까지 부 총재(식민지 최고 계급) 중 세 명이 스코틀랜드인이었다: 데이비드 앨런, 윌리엄 리스고, 스튜어트.
1830년까지 식민지 전체 인구의 15.11%가 스코틀랜드인이었으며, 이는 세기 중반에 25,000명, 즉 전체 인구의 20-25%로 증가했다. 1850년대의 오스트레일리아 골드러시는 스코틀랜드 이민에 더 큰 동력을 제공했다. 1850년대에는 90,000명의 스코틀랜드인이 이민왔는데, 이는 당시 다른 영국 또는 아일랜드 인구보다 훨씬 많았다. 스코틀랜드 이민자들의 문해율은 90-95%에 달했다. 1830년대에는 가난한 노동 계급 출신의 스코틀랜드인들이 점점 더 많이 이주했다. 이민자들 중에는 숙련된 건축가, 장인, 엔지니어, 도구 제작자, 인쇄공 등이 있었다. 그들은 상업 및 산업 도시인 시드니, 애들레이드, 호바트, 멜버른에 정착했다. 벽돌공, 목수, 목공, 석공 등 숙련 노동자들의 이주가 증가했다. 그들은 빅토리아, 뉴사우스웨일스주, 사우스오스트레일리아주, 태즈메이니아주 식민지에 정착했다.
1840년대에는 스코틀랜드 출신 이민자들이 오스트레일리아 인구의 12%를 차지했다. 1861년부터 1914년까지 영국에서 오스트레일리아로 이주한 130만 명의 이민자 중 13.5%가 스코틀랜드인이었다. 많은 정착은 19세기 중반의 Highland Potato Famine, Highland Clearances 및 Lowland Clearances 이후에 이루어졌다. 1860년까지 스코틀랜드인들은 서부 빅토리아, 애들레이드, 페놀라 및 나라코르테의 민족 구성에서 50%를 차지했다. 뉴사우스웨일스의 다른 정착지로는 뉴잉글랜드, 헌터 밸리 및 일라와라가 있었다.

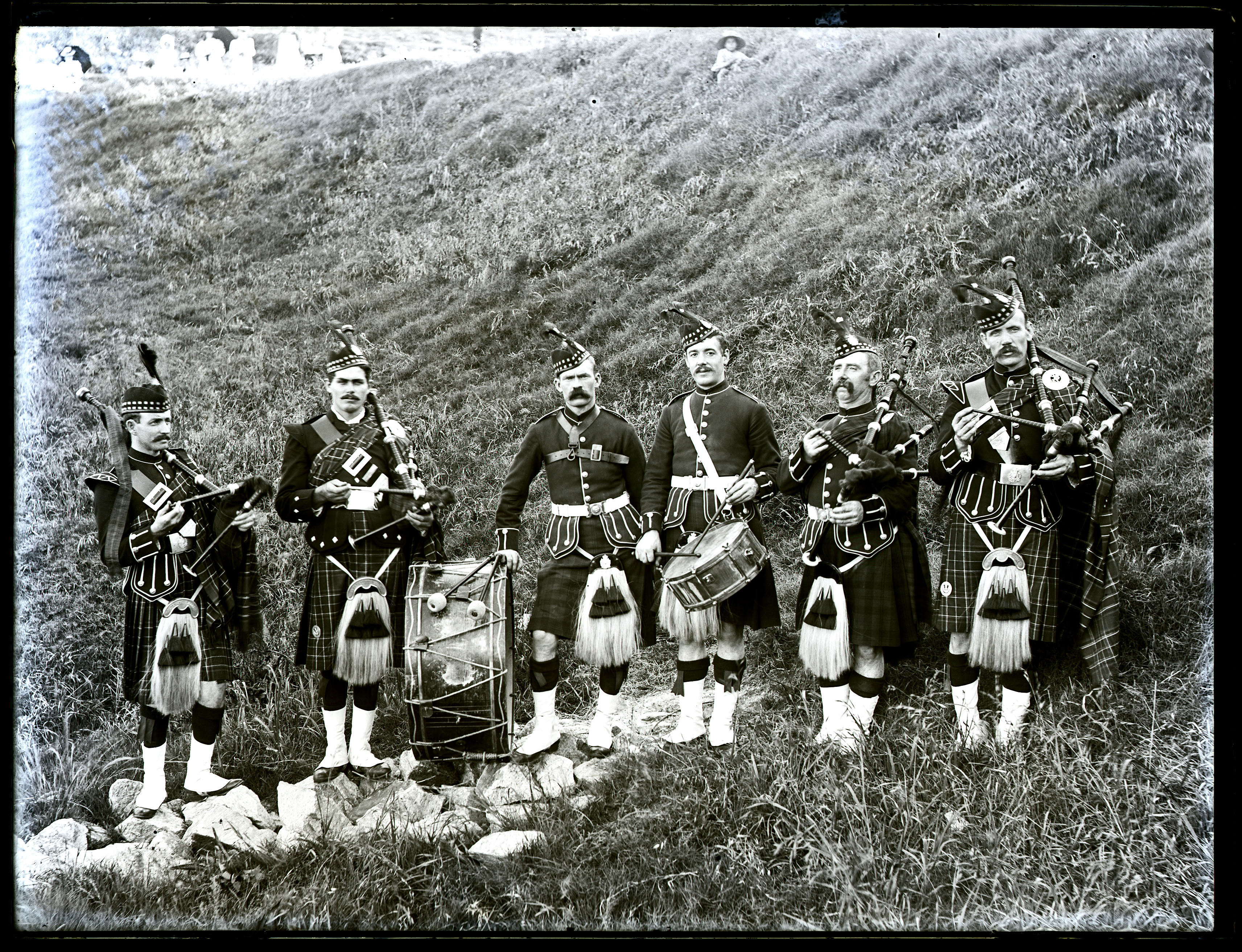
1898년 11월 5일 뉴사우스웨일스주 뉴캐슬의 하이랜드 백파이프 연주자들

오스트레일리아 변방의 목축 산업과 다양한 식민지 행정 역할에서 그들의 우세는 일부 스코틀랜드 이민자들이 식민지 시대 내내 오스트레일리아 원주민에 대한 불의에 관여했음을 의미한다. 여기에는 원주민의 토지 몰수, 차별적인 행정 체제 구축, 그리고 살해 및 학살이 포함된다.
19세기 내내 스코틀랜드인들은 오스트레일리아 식민지의 산업에 막대한 투자를 했다. 1820년대 에든버러와 리스의 오스트레일리아 회사는 다양한 상품을 오스트레일리아로 수출했지만, 반환 화물 부족으로 1831년에 회사가 해산되었다. 스코틀랜드 오스트레일리아 투자 회사는 1840년 애버딘에서 설립되었으며, 곧 식민지의 주요 사업체 중 하나가 되어 목축 및 광업 산업에 상당한 투자를 했다. 조지 러셀의 클라이드 회사와 닐 & 회사와 같은 소규모 회사들도 식민지에서 상당한 입지를 가졌다. 1893년 오스트레일리아 금융 위기 이전에 스코틀랜드는 오스트레일리아에 대한 영국 민간 대출의 주요 원천이었다.

### 20세기

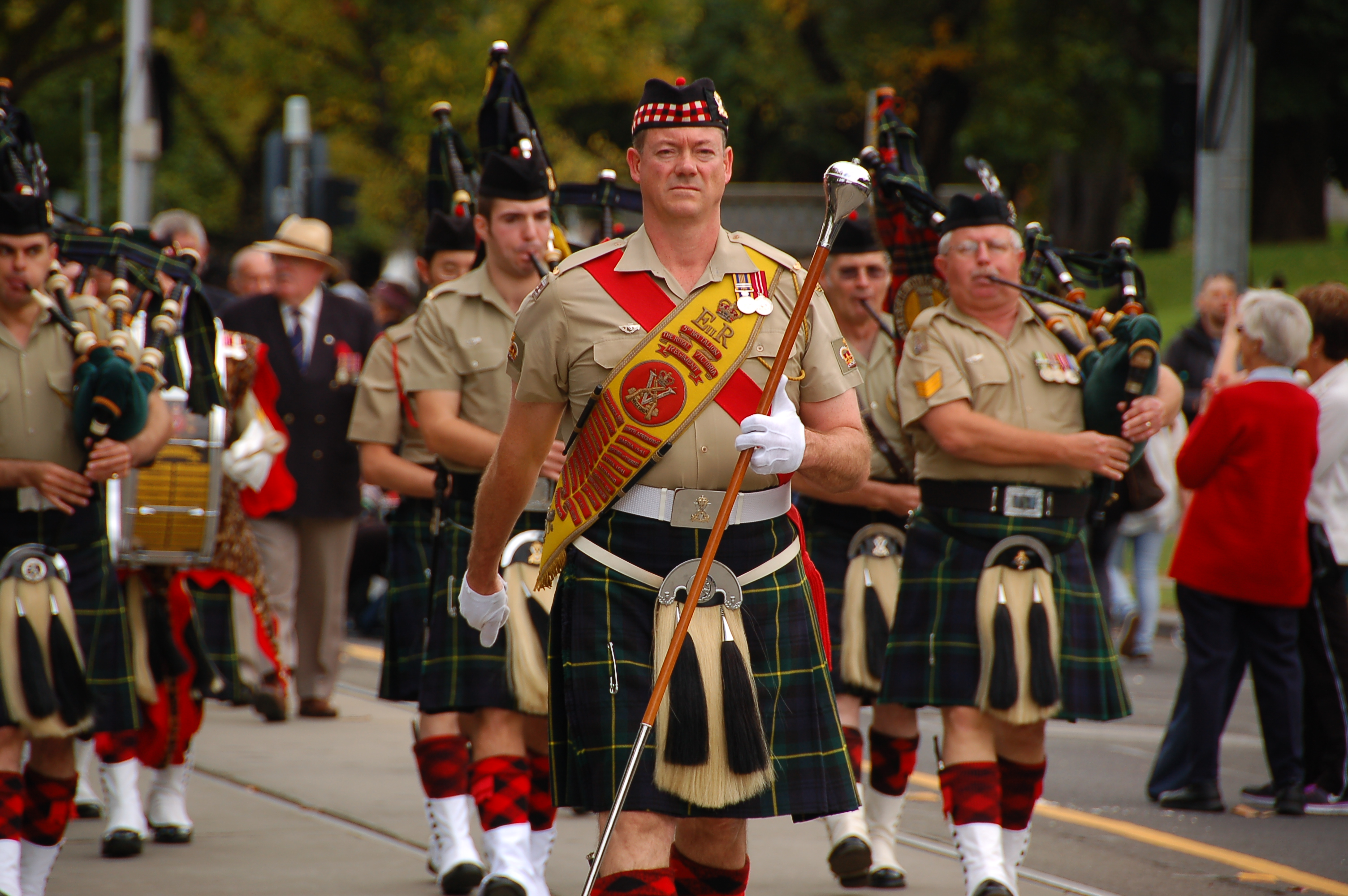
2013년 4월 25일 멜버른에서 열린 앤잭 데이 퍼레이드

스코틀랜드 이민은 20세기에도 꾸준히 이어졌으며, 1945년 이후에도 상당수의 스코틀랜드인들이 계속해서 도착했다. 1910년부터 1914년까지 매년 약 9000명의 스코틀랜드인들이 도착했으며, 1921년 오스트레일리아의 스코틀랜드인 인구는 109,000명이었다. 제1차 세계 대전 이후 스코틀랜드의 경제 쇠퇴로 인해, 양차 대전 사이에 오스트레일리아로 이주한 영국 이민자들 중 스코틀랜드인들의 수가 과도하게 많았으며, 1933년에는 132,000명의 스코틀랜드 이민자들이 오스트레일리아에 거주했다.
1920년대와 1930년대에는 오스트레일리아의 스코틀랜드 이민자 대다수가 빅토리아주와 뉴사우스웨일스주에 거주했다. 20세기 초 오스트레일리아로 이주한 많은 영국 이민자들의 도시 노동 계급 배경은 스코틀랜드인들이 산업 항구 교외 지역, 특히 멜버른과 시드니에 정착할 가능성이 가장 높았으며, 그곳에서 조선 산업에 중요한 기여를 했다. 19세기 후반과 20세기 초반에 스코틀랜드 출신 노동자들은 노동 운동에 상당한 영향을 미쳤으며, 노동조합과 오스트레일리아 노동당에서 중요한 역할을 했으며, 오스트레일리아 공산당의 지도자가 되기도 했다. 1928년, 스코틀랜드계 오스트레일리아인 대표단이 스코틀랜드에 중요한 방문을 하여 오스트레일리아와 글래스고 간의 직통 무역로 개설에 영향을 미쳤으며, 1932년까지 클라이드의 상인들은 오스트레일리아와 뉴질랜드로부터의 수입이 세 배 증가했다고 보고했다.
오늘날, 강한 스코틀랜드 문화적 존재감은 현대 오스트레일리아 전역에서 발견되는 하이랜드 게임, 춤, 타르탄 데이 축하, 클랜 및 게일어 사용 협회에서 분명하게 드러난다. 2000년대 초반에는 스코틀랜드 혈통이라고 주장하는 오스트레일리아인의 수가 거의 세 배 증가했다. 스코틀랜드 혈통을 주장하는 사람들 대부분은 3세대 또는 그 이후 세대의 오스트레일리아인이다.

## 인구 통계

2011년 인구 조사 기준 통계 지역별로 구분된 오스트레일리아 인구 대비 스코틀랜드계 혈통 인구 비율

| 오스트레일리아의 스코틀랜드계 혈통 1986–2021년 (인구 조사) | 오스트레일리아의 스코틀랜드계 혈통 1986–2021년 (인구 조사) | 오스트레일리아의 스코틀랜드계 혈통 1986–2021년 (인구 조사) | 오스트레일리아의 스코틀랜드계 혈통 1986–2021년 (인구 조사) | 오스트레일리아의 스코틀랜드계 혈통 1986–2021년 (인구 조사) |
| 연도                                                       | 민족                                                       | 인구                                                       | 인구 비율                                                  | 출처                                                       |
| ---------------------------------------------------------- | ---------------------------------------------------------- | ---------------------------------------------------------- | ---------------------------------------------------------- | ---------------------------------------------------------- |
| 1947                                                       | 앵글로-켈트족                                              |                                                            | 89.8%                                                      | [ 15 ]                                                     |
| 1986                                                       | 스코틀랜드계                                               | 740,522                                                    | 4.7%                                                       | [ 16 ]                                                     |
| 2001                                                       | 스코틀랜드계                                               | 540,046                                                    | 2.9%                                                       | [ 16 ]                                                     |
| 2006                                                       | 스코틀랜드계                                               | 1,501,200                                                  | 7.6%                                                       | [ 17 ] [ 18 ]                                              |
| 2011                                                       | 스코틀랜드계                                               | 1,792,622                                                  | 8.3%                                                       | [ 18 ] [ 19 ]                                              |
| 2016                                                       | 스코틀랜드계                                               | 2,023,470                                                  | 8.7%                                                       | [ 20 ]                                                     |
| 2021                                                       | 스코틀랜드계                                               | 2,176,777                                                  | 8.6%                                                       | [ 21 ]                                                     |

### 2011년 인구 조사
2011년 오스트레일리아 인구 조사에 따르면 133,432명의 오스트레일리아 거주자가 스코틀랜드에서 태어났으며, 이는 오스트레일리아 인구의 0.6%에 해당한다. 이는 네 번째로 가장 많이 언급된 혈통이며 오스트레일리아 전체 인구의 8.3% 이상을 차지한다.

### 2006년 인구 조사
2006년 인구 조사에서 130,205명의 오스트레일리아 거주자가 스코틀랜드에서 태어났다고 밝혔다. 이들 중 80,604명은 오스트레일리아 시민권을 가지고 있었다. 대다수인 83,503명의 거주자는 1979년 또는 그 이전에 오스트레일리아에 도착했다.

## 문화

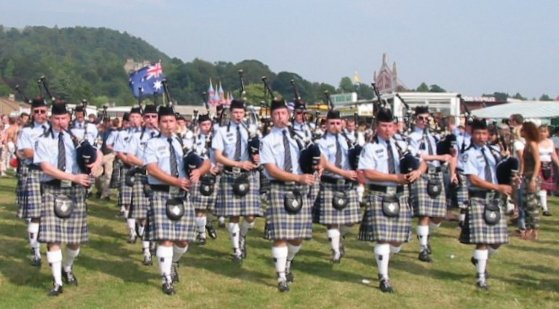
스코틀랜드 브리지 오브 앨런 하이랜드 게임에서의 서호주 경찰 파이프 밴드

스코틀랜드 문화의 일부 측면은 오스트레일리아에서 발견될 수 있다:
- 백파이프 연주와 파이프 밴드.
- 번스 서퍼[24]
- 케일리
- 호그머네이, 스코틀랜드의 새해[25]
- 장로교 - 스코틀랜드 정착민의 대다수는 장로교인이었으며, 일부는 로마 가톨릭교도 또는 성공회 신자였다.
- 타르탄, 오스트레일리아의 일부 지역은 자체 타르탄을 가지고 있다.
- 타르탄 데이는 오스트레일리아에서 7월 1일에 열린다.[26] 이는 스코틀랜드 전통 의상 착용을 금지했던 Act of Proscription의 1792년 폐지 선포일이다.[27]

### 하이랜드 모임
하이랜드 모임은 오스트레일리아에서 인기가 많다. 주목할 만한 모임은 다음과 같다:
- 1976년에 설립된 번다눈 (뉴사우스웨일스주)은 남반구에서 가장 큰 하이랜드 모임 중 하나로 알려져 있으며,[28] 오스트레일리아에서 가장 크다.
- 1904년에 처음 개최된 매클린 (뉴사우스웨일스주). 오스트레일리아 전역의 파이프 밴드를 유치하며, 대규모 밴드 연주, 춤, 거리 퍼레이드를 포함한다.
- 메리버러 (빅토리아주)는 1857년부터 새해 첫날에 개최되었다.[29]

### 스코틀랜드 학교
오스트레일리아의 스코틀랜드인들은 여러 학교를 설립했는데, 일부는 주립 학교이고 일부는 사립 학교이다:
- 뉴사우스웨일스주 시드니 벨뷰힐의 스콧 칼리지.
- 뉴사우스웨일스주 크로이던의 프레스비테리언 레이디스 칼리지 PLC.
- 퀸즐랜드주 워릭의 스콧 PGC 칼리지. 스콧 칼리지 (워릭)와 프레스비테리언 여학생 칼리지가 합병하여 설립되었다.
- 뉴사우스웨일스주 앨버리의 스콧 스쿨 앨버리.
- 뉴사우스웨일스주 배서스트의 스콧 스쿨 (배서스트).
- 뉴사우스웨일스주 아미데일의 프레스비테리언 레이디스 칼리지, 아미데일 PLCA.
- 사우스오스트레일리아주 토런스 파크 및 미첨의 스카치 칼리지 (애들레이드).
- 빅토리아주 호손의 스카치 칼리지 (멜버른).
- 웨스턴오스트레일리아주 스완번의 스카치 칼리지 (퍼스).
- 웨스턴오스트레일리아주 페퍼민트 그로브의 프레스비테리언 레이디스 칼리지 (퍼스).
- 태즈메이니아주 론서스턴의 스카치 칼리지. 1979년 오크번 칼리지와 합병하여 스카치 오크번 칼리지를 형성했다.
- 사우스오스트레일리아주 애들레이드의 시모어 칼리지.
- 오스트레일리아 빅토리아주 멜버른의 백파이프 대학교(George).

## 스코틀랜드 지명

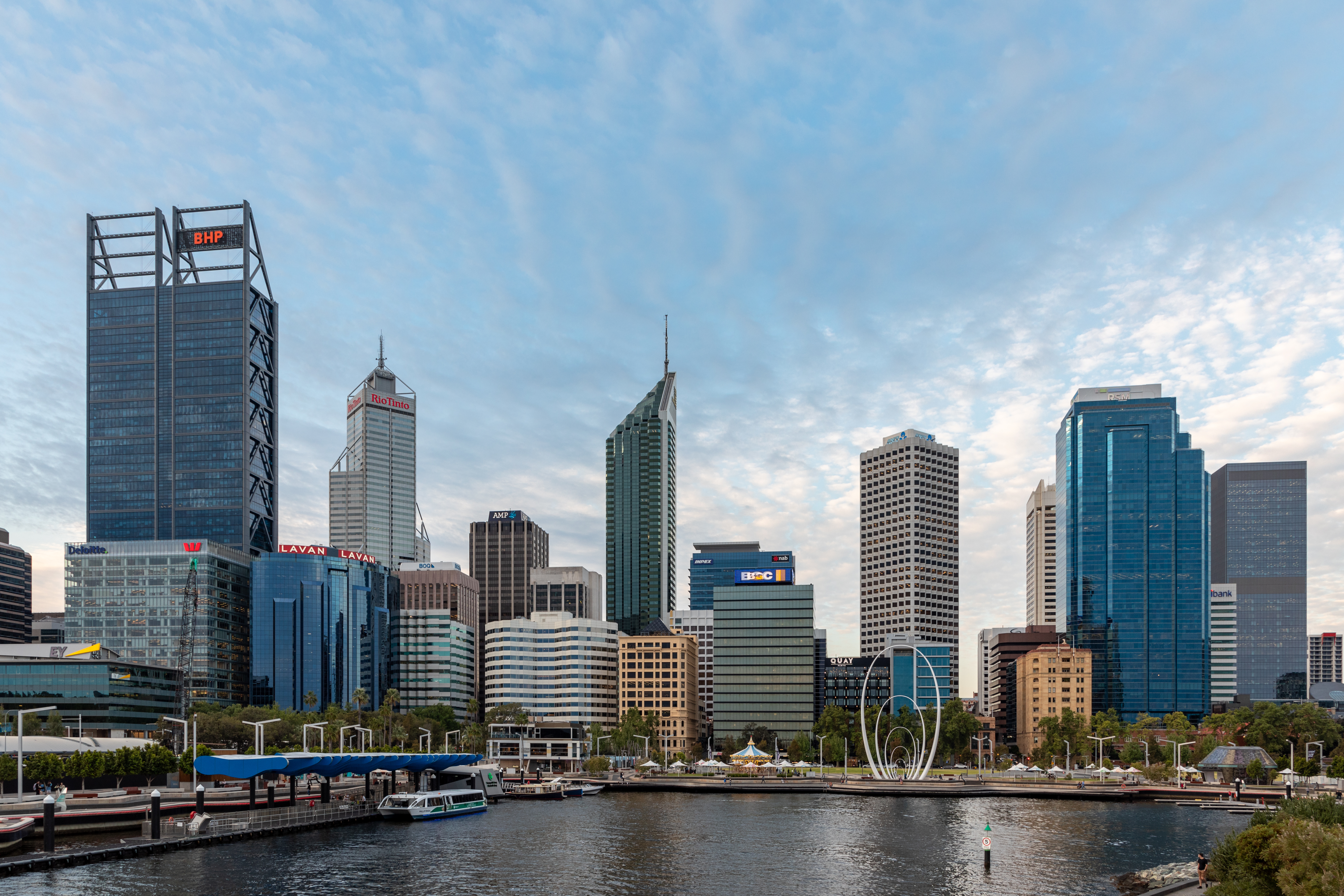
엘리자베스 부두에서 본 퍼스 스카이라인

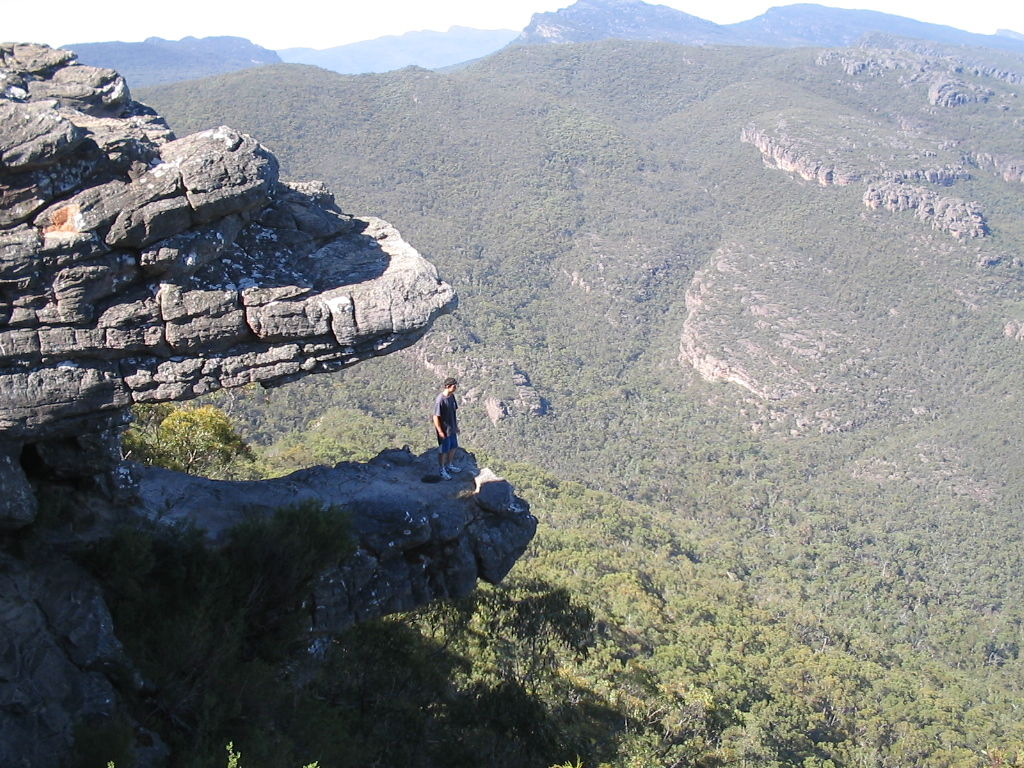
오스트레일리아 빅토리아주 그램피언스 국립공원의 발코니(이전 명칭 '죽음의 턱')

오스트레일리아에서 스코틀랜드 지명은 비원주민 지명 전체의 17%를 차지한다. 많은 지명이 저지대에서 유래했지만, 하이랜드 지명도 하이랜드 정착민이 집중된 지역에서 흔하다. 또한 오스트레일리아에는 스코틀랜드에서 유래한 다른 많은 지형, 부동산 및 거리가 있다.
오스트레일리아의 주요 스코틀랜드 지명은 다음과 같다:
- 웨스턴오스트레일리아주
  - 퍼스
  - 올버니
  - 마블 로치 (웨스턴오스트레일리아주)
  - 스털링 산맥
- 뉴사우스웨일스주
  - 매클린
  - 벤 로몬드 (뉴사우스웨일스주)
  - 글렌 이니스 (뉴사우스웨일스주)
- 노던 준주
  - 맥도넬 산맥
- 퀸즐랜드주
  - 브리즈번 (토머스 브리즈번)
- 사우스오스트레일리아주
  - 세인트 킬다
  - 스털링
  - 글레넬그
- 태즈메이니아주
  - 벤 로몬드 (태즈메이니아주)
  - 매킨토시 호수
  - 호바트 교외-글레노치-
    - 글레노치 (태즈메이니아주) & 글레노치 시티
- 빅토리아주
  - 세인트 킬다

### 래클런 매쿼리에서 따온 지명들
오스트레일리아의 많은 장소들이 매쿼리를 기리기 위해 명명되었다 (이 중 일부는 매쿼리 자신이 명명했다). 여기에는 다음이 포함된다:
그의 총독 재임 기간 또는 직후에 명명된 곳:
- 태즈메이니아주와 남극 사이의 매쿼리섬.
- 1826년 매쿼리의 이름을 따서 개명된 시드니와 뉴캐슬 사이 뉴사우스웨일스주 해안의 매쿼리 호수.
- 매쿼리 습지와 바원강으로 흘러들기 전에 배서스트, 웰링턴, 더보 및 워런을 지나는 뉴사우스웨일스주의 중요한 내륙 강인 매쿼리 강.
- 뉴사우스웨일스의 또 다른 중요한 강인 래클런 강.
- 뉴사우스웨일스주 노스 코스트의 헤이스팅스 강 어귀에 있는 도시인 포트 매쿼리.
- 일라와라 지역과 뉴사우스웨일스 남부 고원 지역 사이의 경사면을 가로지르는 길인 매쿼리 패스.
- 로버트슨 (뉴사우스웨일스주) 근처에서 발원하여 일라와라 호수로 흘러드는 길이 23킬로미터의 강인 매쿼리 리블릿.
- 태즈메이니아주:
- 태즈메이니아 서해안의 매쿼리 하버.
- 1837년 존 프랭클린 경이 명명한 작은 마을인 래클런.[31]
- 매쿼리 강.
- 이전에는 매쿼리 산으로 알려졌던 윙제커리비 샤이어, 서던 하이랜드 (뉴사우스웨일스주)의 매쿼리 언덕.
- 로버트슨 (뉴사우스웨일스주) 북동쪽의 매쿼리 패스.
- 센테니얼 공원의 래클런 습지.

총독 재임 기간이 훨씬 지난 후에 명명된 곳:
- 시드니의 교외 지역인 매쿼리 파크 및 매쿼리 링크스.
- 오스트레일리아 캔버라의 교외 지역인 매쿼리.
- 1901년 오스트레일리아 의회를 위해 창설된 최초의 75개 선거구 중 하나인 매쿼리 선거구.

## 스코틀랜드계 오스트레일리아인 주요 인물
| 이름                                           | 출생-사망   | 주요 활동 | 오스트레일리아와 연관성 | 스코틀랜드와 연관성 |
| ---------------------------------------------- | ----------- | --- | --- | --- |
| 존 매케이                                      | 1839–1914   | 탐험가, 흑인 모집인, 항만 관리인 | 1854년 오스트레일리아에 옴 | 인버네스, 스코틀랜드 출생 |
| 지미 치                                        | 1948–2017   | 오스트레일리아 작곡가, 음악가, 극작가 | 오스트레일리아 출생 | 조상은 스코틀랜드인이었다. |
| 마고 로비                                      | 1990–       | 오스트레일리아 배우 겸 영화 제작자 | 오스트레일리아 출생 | 부모는 스코틀랜드인이다. |
| 아일라 피셔                                    | 1976–       | 할리우드 배우 | 1982년 스코틀랜드에서 가족과 함께 오스트레일리아로 이주하여 웨스턴오스트레일리아주 퍼스에서 자랐다 | 오만 무스카트에서 스코틀랜드 부모님 사이에서 태어났으며, 어린 시절을 스코틀랜드 배스게이트에서 보냈다.                                                                                                |
| 조던 스미스                                    | 1989–       | 배우 | 2003년 도착 | 스코틀랜드 파이프에서 태어나고 자랐다. 14세에 가족과 함께 스코틀랜드에서 오스트레일리아로 이주했으며, 나중에 배우가 되어 오스트레일리아 연속극 네이버스에서 앤드루 로빈슨 역으로 가장 잘 알려져 있다. |
| 제임스 쿡 선장                                 | 1728–1779   | 항해사, 지도 제작자, 엔데버호 선장. 보터니만에 처음 상륙하여 뉴사우스웨일스주를 명명했다. | 1770년 엔데버호로 도착 | 스코틀랜드 농부의 아들 |
| 알란 그랜트 "앵거스" 휴스턴 공군 원수, AC, AFC | 1947–       | 호주 공군 퇴역 고위 장교. | 2001년 6월 20일부터 공군 참모총장(CAF)을 지냈고, 2005년 7월 4일부터 국방군 총장(CDF)을 지냈다. 2011년 7월 3일 군에서 퇴역했다. 그 이후 휴스턴은 에어서비스 오스트레일리아의 회장직을 포함하여 여러 직책에 임명되었다. 2014년 3월에는 말레이시아 항공 370편 수색 중 합동기관조정센터(JACC)의 수장을 맡았다. | 휴스턴은 1947년 6월 9일 스코틀랜드 에어셔에서 태어났으며, 스코틀랜드 퍼스셔 포르겐드니에 있는 스트라탈란 스쿨에서 교육받았다. 21세 때인 1968년 오스트레일리아로 이주했다.                             |
| 제임스 보그 1세                                | 1804–1890   | 태즈메이니아 보그스 양조장 설립자 | 1853년 이주, 빅토리아 골드필드에서 잠시 지낸 후 태즈메이니아에 정착. 태즈메이니아 론서스턴의 보그스 양조장 소유주인 J. 보그 & 선즈의 설립자이자 소유주. | 스코틀랜드 렌프루셔 페이즐리 출생. |
| 로버트 매크래켄                                | 1813–1885   | 1873년 에센든 풋볼 클럽의 설립자이자 양조업자 | 1840년 스코틀랜드 에어셔 주 기르반 근처 아드웰 농장에서 이주. 에센든 클럽은 애스콧 베일의 그의 가족 집 "에일사"에서 열린 회의에서 결성되었다. | 스코틀랜드 에어셔 출생. |
| 키스 로스 밀러                                 | 1919–2004   | 전설적인 오스트레일리아 테스트 크리켓 선수이자 세인트 킬다 및 빅토리아 호주식 풋볼 선수 | 1948년 영국 투어에서 브래드먼의 '무적' 오스트레일리아 크리켓 팀 멤버 | 친조부모와 외조부모 모두 스코틀랜드인이었다. |
| 데이브 브라이든                                | 1928–2013   | 오스트레일리아 룰스 풋볼 선수 | 1954년 풋스크레이(현 웨스턴 불독스) 프리미어십 팀 멤버 | 아버지가 스코틀랜드인이었다. |
| 로이 카잘리                                    | 1893–1963   | 오스트레일리아 룰스 풋볼 선수 | 로이 카잘리는 세인트 킬다(1909–1920)와 사우스 멜버른(1921–1926)에서 뛰었던 챔피언 러크맨이다. 그의 팀 동료들의 끊임없는 외침 'Up there Cazaly'는 오스트레일리아 이디엄에 진입하여 민속의 일부가 되었다. | 어머니는 스코틀랜드 출신인 엘리자베스 제미마 맥니(Elizabeth Jemima, née McNee)였다. |
| 토머스 브리즈번                                | 1773–1860   | 뉴사우스웨일스의 6대 총독 | 1821년 총독으로 임명 | 에어셔 주 라지스 근처에서 태어났으며 에든버러 대학교에서 교육받음 |
| 존 헌터                                        | 1737–1821   | 뉴사우스웨일스의 2대 총독 | 1788년 제1함대와 함께 도착 | 레이스에서 태어남 |
| 앤드루 피셔                                    | 1862–1928   | 총리를 세 번 역임했으며, 오스트레일리아 초기 정치인 중 가장 성공적이었고 코먼웰스 뱅크를 설립했다. | 1885년 퀸즐랜드에 도착 | 스코틀랜드 에어셔주 크로스하우스 출생. |
| 존 맬컴 프레이저                               | 1930–2015   | 총리. | 오스트레일리아 출생 | 아버지가 스코틀랜드인이었다. |
| 포비 서덜랜드                                  | 1741c.–1770 | 엔데버호 항해 중 쿡 선장에 의해 오스트레일리아에 최초로 매장된 영국 태생 국민. | 1770년 엔데버호로 도착 | 스코틀랜드 오크니 제도 출생 |
| 제임스 버스비                                  | 1801–1871   | 오스트레일리아에서 자랐으며 영국과 뉴질랜드 마오리 연합 부족 간의 평화 조약 및 협상에 핵심적인 역할을 했다. | 1824년 도착 | 에든버러 출생 |
| 제임스 그랜트                                  | 1772–1833   | 영국 해군 장교로, 배스 해협을 서쪽에서 동쪽으로 처음 항해하여 당시 미지의 해안선을 지도화했으며, 필립 아일랜드에 처음 상륙한 유럽인으로 남서쪽 지점은 그의 이름을 따서 명명되었고, 처칠 아일랜드에도 상륙했다.                    | 1800년 오스트레일리아에 도착 | 스코틀랜드 모레이셔 출생 |
| 윌리엄 발메인                                  | 1762–1803   | 해군 의사로, 제1함대와 함께 오스트레일리아에 최초 유럽 정착지를 건설하기 위해 조수 의사로 항해했으며, 나중에 수석 의사가 되었다.                                                                                                  | 1788년 1월 포트 잭슨에 도착 | 스코틀랜드 퍼스셔 라인드 출신 |
| 피터 밀러 커닝햄                               | 1789–1864   | 스코틀랜드 해군 외과 의사이자 오스트레일리아 개척자. | 1819년 도착 | 스코틀랜드 덤프리스셔 출신 |
| 로버트 캠벨                                    | 1982–       | 오스트레일리아 룰스 축구 선수. | 오스트레일리아 출생 | 조상은 스코틀랜드인이었다. |
| 엘 맥퍼슨                                      | 1964–       | 오스트레일리아 슈퍼모델, 배우, 사업가. | 오스트레일리아 출생 | 조상은 스코틀랜드 출신. |
| 프랜시스 포브스 경                             | 1784–1841   | 뉴사우스웨일스 대법원의 초대 대법원장. | 1820년 도착 | 부모는 스코틀랜드인이었다. |
| 존 머리                                        | 1827–1876   | 원주민 경찰 부대의 중위. | 1843년 오스트레일리아에 도착 | 스코틀랜드 랭홀름 출생 |
| 윌리엄 리스고                                  | 1784–1864   | 오스트레일리아 시드니 식민지의 감사원장. 뉴사우스웨일스주의 리스고 시는 그의 이름을 따서 명명되었다. | 1824년 시드니에 도착 | 스코틀랜드 출생 |
| 윌리엄 패터슨 대령                             | 1755–1810   | 스코틀랜드 군인, 탐험가, 식물학자로 태즈메이니아의 초기 정착을 이끈 것으로 가장 잘 알려져 있다. | 1789년 오스트레일리아에 도착 | 스코틀랜드 몬트로즈 출생 |
| 찰스 프레이저                                  | 1788–1831   | 뉴사우스웨일스의 식민지 식물학자로 수많은 오스트레일리아 식물종을 수집하고 분류했으며, 여러 탐험에 참여했다. | 1815년 도착 | 스코틀랜드 퍼스셔 블레어 애솔 출신 |
| 앤드루 맥두걸                                  | 1983–       | 오스트레일리아 룰스 축구 선수. | 오스트레일리아 출생 | 조상은 스코틀랜드인이었다. |
| 로드 위샤트                                    | 1968–       | 일라와라 스틸러스, 세인트 조지 일라와라 드래곤스, 뉴사우스웨일스, 오스트레일리아 대표팀에서 뛰었던 오스트레일리아의 전 럭비 리그 선수.                                                                                            | 오스트레일리아 출생 | 조상은 스코틀랜드인이었다. |
| 제임스 앨핀 맥퍼슨                             | 1842–1895   | 탐험가이자 부시 레인저로, '와일드 스코치맨'으로 가장 잘 알려져 있다. | 1855년 도착 | 스코틀랜드 인버네스셔 출생 |
| 폴 맥그리거                                    | 1967–       | 오스트레일리아 럭비 리그 축구 선수로, 일라와라 스틸러스와 세인트 조지 일라와라 드래곤스에서 뛰었으며, 스테이트 오브 오리진에서 뉴사우스웨일스, 오스트레일리아 국가대표 럭비 리그 팀을 대표했다.                                   | 오스트레일리아 출생 | 조상은 스코틀랜드인이었다. |
| 조지 리드                                      | 1845–1918   | 오스트레일리아 총리 | 1852년 빅토리아주에 도착 | 렌프루셔 출생 |
| 토머스 리빙스턴 미첼 경                        | 1792–1855   | 측량사 겸 탐험가. | 1811년 도착 | 스코틀랜드 스털링셔 출신 |
| 앤드루 페트리                                  | 1798–1872   | 개인 건축업자로서 중요한 공헌을 했고 마운트 비어와를 처음으로 등반한 백인 오스트레일리아인 공학자. | 1831년 도착 | 스코틀랜드 파이프 출생 |
| 알렉산더 맥레이                                | 1767–1848   | 뉴사우스웨일스 식민지 비서로 임명되었으며 오스트레일리아 클럽의 창립 회장이었다. | 1826년 가족과 함께 도착 | 스코틀랜드 로스셔 출생 |
| 마지 애벗                                      | 1958–       | 오스트레일리아 총리 배우자이자 토니 애벗의 아내. | 뉴질랜드에서 태어나 오스트레일리아로 이주 | 부모 모두 스코틀랜드 혈통 |
| 캠벨 드러먼드 리델                             | 1796–1858   | 식민지 재무관을 지낸 공무원. | 1830년 시드니에 도착 | 스코틀랜드 아가일셔 출생 |
| 존 머리                                        | 1775–1807   | 스코틀랜드 해군 장교, 선원, 탐험가로 의학에도 큰 공헌을 했다. | 1800년 도착 | 에든버러 출생 |
| 찰스 멘지스 경                                 | 1783–1866   | 해병대 장교로 뉴캐슬 제2 형사 시설의 초대 사령관이 되었다. | 1810년 도착 | 스코틀랜드 퍼스셔 발 프레이케에서 태어남 |
| 패트릭 로건                                    | 1791–1830   | 1825년 시드니에 도착 | 스코틀랜드 버윅셔 출신 | |
| 존 스티븐                                      | 1771–1833   | 뉴사우스웨일스의 초대 푸이신 판사이자 초대 법무차관이 되었다. | 1824년 도착 | 스코틀랜드 애버딘 출생 |
| 로버트 브라운                                  | 1773–1858   | 플린더스의 해안 측량 중 광범위한 수집을 한 식물학자. 동시대 사람들에게 높은 평가를 받았으며, 분자 운동(현재 '브라운 운동'이라 불림)을 포함한 여러 주요 발견을 하여 수많은 학술적 영예를 받았다.                                   | 1800년 도착 | 스코틀랜드 애버딘 출신 |
| 프랜시스 멜빌                                  | 1822–1857   | 프랜시스 매컬럼은 자신을 캡틴 프랜시스 멜빌이라 칭하고 신사 행세를 하며 1851년 10월경 빅토리아주에 도착했다. 그는 부시레인저가 되어 마운트 매케돈 갱단의 리더십을 주장했다.                                                       | 1830년대에 도착 | 인버네스셔 출생 |
| 제임스 앨핀 맥퍼슨 그랜트                      | 1822–1885   | 정치인이자 멜버른의 부유한 변호사로, 1864년 토지 및 공공 사업 위원회 부회장과 철도 및 도로 위원이 되었다. | 1850년 도착 | 스코틀랜드 출생 |
| 존 플린 (목사)                                 | 1880–1951   | 장로교 목사이자 조종사로, 세계 최초의 항공 구급 서비스인 왕립 비행 의사 서비스를 설립했다. 오스트레일리아 20달러 $20 지폐에 등장한다.                                                                                             | 빅토리아주 멜버른 출생. | 스코틀랜드 교회의 목사 |
| 캐서린 헬렌 스펜스                             | 1825–1910   | 작가, 교사, 언론인, 정치인 (오스트레일리아 최초의 여성 정치 후보)이자 선도적인 여성 참정권 운동가. 오스트레일리아 5달러 $5 지폐에 등장한다.                                                                                       | 1839년 사우스오스트레일리아주로 이주 | 스코틀랜드 멜로즈 출생 |
| 존 던모어 랭                                   | 1799–1878   | 장로교 성직자, 작가, 정치인, 운동가 | 1823년 오스트레일리아에 도착하여 그 이후로 거주 | 스코틀랜드 출생 |
| 메리 길모어                                    | 1865–1962   | 저명한 오스트레일리아 사회주의자, 시인, 언론인. 오스트레일리아 10달러 $10 지폐에 등장한다. | 뉴사우스웨일스 출생 | 가족은 스코틀랜드 출신 |
| 앤드루 바턴 패터슨                             | 1864–1941   | 오스트레일리아에서 가장 널리 알려진 컨트리 포크송인 월칭 마틸다의 작곡가로, 오스트레일리아 10달러 $10 지폐에 등장한다. | 뉴사우스웨일스 오렌지 출생 | 아버지는 스코틀랜드 래너크셔 출신 이민자 앤드루 보글 패터슨이었다. |
| 래클런 매쿼리                                  | 1762–1824   | 뉴사우스웨일스의 5대 총독 | 1809년 총독으로 임명 (종종 오스트레일리아의 아버지로 불림) | 멀 아일랜드 연안의 울바섬에서 태어났으며, 멀 아일랜드에 묻힘 |
| 토머스 미첼                                    | 1792–1855   | 측량사 겸 탐험가 | 1827년 오스트레일리아에 도착 | 스코틀랜드 출생 |
| 넬리 멜바                                      | 1861–1931   | 전설적인 오스트레일리아 오페라 소프라노이자 가장 유명한 소프라노 중 한 명이며, 국제적인 인정을 받은 최초의 오스트레일리아인. 오스트레일리아 100달러 $100 지폐에 등장한다.                                                         | 빅토리아 멜버른 출생 | 아버지는 스코틀랜드인 건축업자였다. |
| 존 맥두얼 스튜어트                             | 1815–1866   | 측량사이자 오스트레일리아 내륙 탐험가 중 가장 뛰어난 인물이자 가장 유명한 인물 | 스코틀랜드 파이프 디사트 출생 | |
| 데이비드 레녹스                                | 1788–1873   | 오스트레일리아의 교량 건설자로, 프로스펙트 크리크를 가로지르는 유서 깊은 랜스다운 다리, 파라마타 강을 가로지르는 레녹스 다리, 랩스톤의 브룩사이드 크리크를 가로지르는 레녹스 다리, 그리고 빅토리아주의 53개 다리 건설을 담당했다. | 1832년 뉴사우스웨일스주에 도착 | 스코틀랜드 에어 출생 |
| 피터 도즈 매코믹                               | 1834?–1916  | 오스트레일리아 국가 어드밴스 오스트레일리아 페어의 작곡가 | 1855년 오스트레일리아에 도착 | 포트 글래스고 출생 |
| 빌 던디                                        | 1943–       | 프로 레슬링 선수 | 1959년 오스트레일리아에 도착 | 던디 출생 |
| 본 스콧                                        | 1946–1980   | AC/DC 보컬리스트 | 1952년 오스트레일리아에 도착 | 포퍼에서 태어나 6살까지 커리뮤어에 거주 |
| 앵거스 영                                      | 1955–       | AC/DC 기타리스트 | 1963년 오스트레일리아에 도착 | 글래스고 출생 |
| 맬컴 영                                        | 1953–2017   | AC/DC 기타리스트 | 1963년 오스트레일리아에 도착 | 글래스고 출생 |
| 조지 영                                        | 1946–2017   | 이지비츠 기타리스트 | 1963년 오스트레일리아에 도착 | 글래스고 출생 |
| 콜린 헤이                                      | 1953–       | 맨 앳 워크 보컬리스트 | 1967년 오스트레일리아에 도착 | 노스에어셔 출생 |
| 펠리 어빈                                      | 1989–       | 2009년부터 2011년까지 Hi-5 멤버이자 캐슬린 드 레온 존스와 선 박의 후임 | 스코틀랜드 애버딘 출생 | 필리핀인 절반, 스코틀랜드인 절반 혈통 |
| 숀 와이트                                      | 1964–2011   | 오스트레일리아 룰스 축구 선수 | 1980년대 중반 오스트레일리아에 도착 | 스코틀랜드 출생 |
| 로잔나 커닝햄                                  | 1951–       | 스코틀랜드 국민당 정치인으로 스코틀랜드 의회 의원 역임 | 오스트레일리아 퍼스에서 성장 | 글래스고 출생 |
| 메리 매킬럽                                    | 1842–1909   | 로마 가톨릭 수녀이자 복자가 된 유일한 오스트레일리아인 | 빅토리아주 피츠로이 출생 | 스코틀랜드 이민자의 딸 |
| 덴마크의 메리 왕비                             | 1972–       | 덴마크 왕비 | 태즈메이니아주 호바트 출생 | 아버지는 스코틀랜드 태생의 존 달글리시 도널드슨. 본명 메리 도널드슨. |
| 로버트 멘지스                                  | 1894–1978   | 오스트레일리아 총리 | 빅토리아주 제패릿 출생 | 스코틀랜드인 조부모. |
| 랄프 애버크롬비                                | 1881–1957   | 영연방 감사원장이 된 공무원. | 빅토리아주 마운트 두니드 출생 | 아버지는 스코틀랜드인이었다. |
| 더그 캐머런                                    | 1951–       | 오스트레일리아 노동당 정치인으로 2008년부터 2019년까지 뉴사우스웨일스주 상원의원 역임 | 1973년 도착 | 스코틀랜드 벨스힐 출생 |
| 카이야 존스                                    | 1996–       | 배우 | 2004년 도착 | 스코틀랜드 글래스고 출생 |
| 제이미 영                                      | 1985–       | 축구 선수 | 브리즈번 출생 | 스코틀랜드계 |
| 애비 리 커쇼                                   | 1987–       | 배우이자 모델 | 멜버른 출생. | 스코틀랜드계. |
| 잭슨 어빈                                      | 1993–       | 축구 선수 | 멜버른 출생. 스코틀랜드-오스트레일리아 클럽 프랭크스턴 파인스에서 선수 생활을 시작했으며, 오스트레일리아 축구 국가대표팀에서 뛴다. | 아버지는 스코틀랜드인. 스코티시 프리미어십의 셀틱 FC에서 뛰었다. |
| 미란다 커                                      | 1983–       | 모델 | 시드니 출생. 2007년부터 2012년까지 빅토리아 시크릿 엔젤. | 커는 자신의 혈통이 대부분 잉글랜드인이며, 스코틀랜드와 프랑스 혈통이 소량 있다고 밝혔다. |
| 칼럼 후드                                      | 1996–       | 베이시스트 | 시드니 출생. 오스트레일리아 밴드 5 세컨즈 오브 서머의 베이시스트이자 백 보컬. | 후드는 아버지가 스코틀랜드계라고 밝혔다. |
| 카트리오나 그레이                              | 1994–       | 모델, 미인 대회 우승자로 미스 유니버스 2018을 포함하여 필리핀 대표로 출전 | 케언스 출생 | 아버지는 스코틀랜드계. |
| 스티븐 M. 스미스                               | 1951-       | 생물학자 | 1980-82년 CSIRO 캔버라에서 근무, 2005년 호주 연구 위원회 연합 펠로우로 이주. 2007년 호주 시민권 취득. 웨스턴오스트레일리아 대학교와 태즈메이니아 대학교에서 근무. | 어머니는 페이즐리 출생, 아내는 폴커크 출생, 딸은 에든버러 출생. 1983-2004년 에든버러 대학교에서 근무. 1997년 글래스고에서 결혼. 호바트 하이랜드 파이프 밴드의 드러머.                                 |

## 같이 보기
- 스코틀랜드 디아스포라
- 앵글로켈트계 오스트레일리아인
- Scottish placenames in Australia

## 더 읽어보기
- Prentis, Malcolm D. (2008), The Scots in Australia, University of New South Wales Press, Sydney, ISBN 9780424001005
- Wilkie, Benjamin (2017), The Scots in Australia 1788-1938, Boydell & Brewer, Woodbridge, ISBN 9781783272563
- Richards, Eric. Britannia's children: emigration from England, Scotland, Wales and Ireland since 1600 (A&C Black, 2004) online.